# Ernani Vassallo
Ernani Vassallo (Nola, 5 dicembre 1920 – ...) è stato un calciatore italiano, di ruolo portiere.

## Carriera
Nella stagione 1941-1942 e nella stagione 1942-1943 ha vestito la maglia della Casertana in Serie C, categoria nella quale ha giocato anche durante la stagione 1945-1946 con la maglia della Scafatese, con cui ha ottenuto la promozione in Serie B.
Nella stagione 1946-1947 ha giocato in Serie B con la squadra campana, subendo 36 reti in 30 partite; ha giocato in seconda serie anche durante la stagione 1947-1948, nel corso della quale scende in campo in 33 occasioni.
Nella stagione 1950-1951 ha giocato con l'Ariano Irpino in Promozione (il massimo livello dilettantistico dell'epoca), categoria nella quale ha militato anche durante la stagione 1951-1952 con lo Sciacca. Ha giocato in Promozione (declassata a massimo livello regionale) anche nella stagione 1955-1956 con il Vittoria e nella stagione 1956-1957 con il Nola, con cui ha anche vinto il campionato centrando la promozione in IV Serie.

## Palmarès

### Club

#### Competizioni regionali
- Promozione: 1

Nola: 1956-1957